# 4 Hours of Barcelona 2023

Tor Circuit de Barcelona-Catalunya

4 Hours of Barcelona 2023 – długodystansowy wyścig samochodowy, który odbył się 23 kwietnia 2023 roku. Był on pierwszą rundą sezonu 2023 serii European Le Mans Series.

## Uczestnicy
Lista startowa sprzed rozpoczęcia weekendu wyścigowego zawierała 42 zgłoszenia w 4 kategoriach – 7 w klasie LMP2, 11 w klasie LMP2 Pro/Am, 12 w klasie LMP3 oraz 12 w klasie LMGTE.
Rob Hodes został zastąpiony przez Dennisa Andersena w #19 Team Virage. Hodes miał wypadek w sesji testowej dla kierowców brązowej kategorii, po którym musiał udać się do szpitala.

## Harmonogram
| Dzień                  | Godzina | Sesja                                   | Długość   |
| ---------------------- | ------- | --------------------------------------- | --------- |
| Piątek, 21 kwietnia    | 11:50   | Pierwsza sesja treningowa               | 90 minut  |
| Piątek, 21 kwietnia    | 16:20   | Sesja dla kierowców z brązową kategorią | 30 minut  |
| Sobota, 22 kwietnia    | 10:10   | Druga sesja treningowa                  | 90 minut  |
| Sobota, 22 kwietnia    | 14:40   | Sesja kwalifikacyjna - LMGTE            | 15 minut  |
| Sobota, 22 kwietnia    | 15:05   | Sesja kwalifikacyjna - LMP3             | 15 minut  |
| Sobota, 22 kwietnia    | 15:30   | Sesja kwalifikacyjna - LMP2 Pro/Am      | 15 minut  |
| Sobota, 22 kwietnia    | 15:55   | Sesja kwalifikacyjna - LMP2             | 15 minut  |
| Niedziela, 23 kwietnia | 11:30   | Wyścig                                  | 4 godziny |
| Źródło                 |         |                                         |           |

## Sesje treningowe
| Klasa                                   | Zespół                        | Samochód            | Czas           | Okr.           |
| Sesja pierwsza                          | Sesja pierwsza                | Sesja pierwsza      | Sesja pierwsza | Sesja pierwsza |
| --------------------------------------- | ----------------------------- | ------------------- | -------------- | -------------- |
| LMP2                                    | #25 Algarve Pro Racing        | Oreca 07            | 1:30,055       | 50             |
| LMP2 Pro/Am                             | #37 COOL Racing               | Oreca 07            | 1:29,811       | 52             |
| LMP3                                    | #8 Team Virage                | Ligier JS P320      | 1:35,509       | 43             |
| LMGTE                                   | #60 Iron Lynx                 | Porsche 911 RSR-19  | 1:40,306       | 35             |
| Sesja dla kierowców z brązową kategorią |                               |                     |                |                |
| LMP2 Pro/Am                             | #34 Racing Team Turkey        | Oreca 07            | 1:33,078       | 12             |
| LMP3                                    | #35 Ultimate                  | Ligier JS P320      | 1:38,697       | 10             |
| LMGTE                                   | #50 Formula Racing            | Ferrari 488 GTE Evo | 1:41,522       | 10             |
| Sesja druga                             |                               |                     |                |                |
| LMP2                                    | #43 Inter Europol Competition | Oreca 07            | 1:29,950       | 43             |
| LMP2 Pro/Am                             | #81 DragonSpeed USA           | Oreca 07            | 1:31,419       | 41             |
| LMP3                                    | #12 WTM by Rinaldi Racing     | Duqueine M30 – D08  | 1:36,971       | 11             |
| LMGTE                                   | #93 Proton Competition        | Porsche 911 RSR-19  | 1:40,248       | 42             |

## Kwalifikacje
Pole position w każdej kategorii oznaczone jest pogrubieniem.
| Poz.   | Klasa       | Zespół                        | Kierowca              | Czas     | Strata  | Poz. s. |
| ------ | ----------- | ----------------------------- | --------------------- | -------- | ------- | ------- |
| 1      | LMP2        | #47 COOL Racing               | Reshad de Gerus       | 1:29,396 | —       | 1       |
| 2      | LMP2        | #25 Algarve Pro Racing        | James Allen           | 1:29,435 | +0,039  | 2       |
| 3      | LMP2        | #30 Duqueine Team             | Neel Jani             | 1:29,593 | +0,197  | 3       |
| 4      | LMP2        | #22 United Autosports USA     | Philip Hanson         | 1:29,693 | +0,297  | 4       |
| 5      | LMP2        | #65 Panis Racing              | Job van Uitert        | 1:29,789 | +0,393  | 5       |
| 6      | LMP2        | #43 Inter Europol Competition | Jonathan Aberdein     | 1:29,839 | +0,443  | 6       |
| 7      | LMP2        | #28 IDEC Sport                | Paul-Loup Chatin      | 1:30,159 | +0,763  | 7       |
| 8      | LMP2 Pro/Am | #34 Racing Team Turkey        | Salih Yoluç           | 1:30,947 | +1,551  | 8       |
| 9      | LMP2 Pro/Am | #99 Proton Competition        | Giorgio Roda          | 1:31,267 | +1,871  | 9       |
| 10     | LMP2 Pro/Am | #37 COOL Racing               | Alexandre Coigny      | 1:32,838 | +3,442  | 10      |
| 11     | LMP2 Pro/Am | #3 DKR Engineering            | Tom van Rompuy        | 1:33,010 | +3,614  | 11      |
| 12     | LMP2 Pro/Am | #24 Nielsen Racing            | Rodrigo Sales         | 1:33,088 | +3,692  | 12      |
| 13     | LMP2 Pro/Am | #83 AF Corse                  | François Perrodo      | 1:33,805 | +4,409  | 13      |
| 14     | LMP2 Pro/Am | #21 United Autosports USA     | Daniel Schneider      | 1:34,596 | +5,200  | 14      |
| 15     | LMP2 Pro/Am | #20 Algarve Pro Racing        | Fred Poordad          | 1:34,922 | +5,526  | 15      |
| 16     | LMP3        | #17 COOL Racing               | Marcos Siebert        | 1:35,250 | +5,854  | 16      |
| 17     | LMP3        | #13 Inter Europol Competition | Wyatt Brichacek       | 1:35,562 | +6,166  | 17      |
| 18     | LMP2 Pro/Am | #19 Team Virage               | Dennis Andersen       | 1:35,605 | +6,209  | 21      |
| 19     | LMP3        | #31 Racing Spirit of Léman    | Antoine Doquin        | 1:35,616 | +6,220  | 18      |
| 20     | LMP3        | #12 WTM by Rinaldi Racing     | Oscar Tunjo           | 1:35,758 | +6,362  | 19      |
| 21     | LMP3        | #15 RLR M Sport               | Gael Julien           | 1:35,765 | +6,369  | 20      |
| 22     | LMP3        | #7 Nielsen Racing             | Ryan Harper-Ellam     | 1:36,046 | +6,650  | 22      |
| 23     | LMP3        | #8 Team Virage                | Manuel Espirito Santo | 1:36,449 | +7,053  | 41      |
| 24     | LMP3        | #10 Eurointernational         | Glenn van Berlo       | 1:36,461 | +7,065  | 23      |
| 25     | LMP3        | #4 DKR Engineering            | Pedro Perino          | 1:36,593 | +7,197  | 24      |
| 26     | LMP3        | #5 RLR M Sport                | Valdemar Eriksen      | 1:36,764 | +7,368  | 25      |
| 27     | LMP3        | #35 Ultimate                  | Matthieu Lahaye       | 1:36,848 | +7,452  | 26      |
| 28     | LMP2 Pro/Am | #23 United Autosports USA     | James McGuire         | 1:36,966 | +7,570  | 27      |
| 29     | LMP2 Pro/Am | #81 DragonSpeed USA           | Henrik Hedman         | 1:37,185 | +7,789  | 42      |
| 30     | LMP3        | #11 Eurointernational         | Matthew Richard Bell  | 1:37,641 | +8,245  | 28      |
| 31     | LMGTE       | #66 JMW Motorsport            | Martin Berry          | 1:41,060 | +11,664 | 29      |
| 32     | LMGTE       | #57 Kessel Racing             | Takeshi Kimura        | 1:41,173 | +11,777 | 30      |
| 33     | LMGTE       | #16 Proton Competition        | Ryan Hardwick         | 1:41,188 | +11,792 | 31      |
| 34     | LMGTE       | #72 TF Sport                  | Arnold Robin          | 1:41,315 | +11,919 | 32      |
| 35     | LMGTE       | #44 GMB Motorsport            | Jens Møller           | 1:41,360 | +11,964 | 33      |
| 36     | LMGTE       | #93 Proton Competition        | Michael Fassbender    | 1:41,499 | +12,103 | 34      |
| 37     | LMGTE       | #50 Formula Racing            | Johnny Laursen        | 1:41,561 | +12,165 | 35      |
| 38     | LMGTE       | #77 Proton Competition        | Christian Ried        | 1:42,157 | +12,761 | 36      |
| 39     | LMGTE       | #55 Spirit of Race            | Duncan Cameron        | 1:42,468 | +13,072 | 37      |
| 40     | LMGTE       | #51 AF Corse                  | Kriton Lentoudis      | 1:42,862 | +13,466 | 38      |
| 41     | LMGTE       | #60 Iron Lynx                 | Claudio Schiavoni     | 1:43,030 | +13,634 | 39      |
| 42     | LMGTE       | #95 TF Sport                  | John Hartshorne       | 1:43,968 | +14,572 | 40      |
| Źródła |             |                               |                       |          |         |         |

1. ↑  Załoga #19 Team Virage została ukarana przesunięciem o 3 pola na starcie za przeszkodzenie autom #23 United Autosport USA i #3 DKR Engineering w sesji kwalifikacyjnej[7].
2. ↑  Załoga #8 Team Virage została ukarana odebraniem wszystkich okrążeń za wywołanie czerwonej flagi w sesji kwalifikacyjnej LMP3[8].
3. ↑  Załoga #81 DragonSpeed USA została ukarana odebraniem wszystkich okrążeń za wywołanie czerwonej flagi w sesji kwalifikacyjnej[9].

## Wyścig

### Wyniki
Minimum do bycia sklasyfikowanym (70 procent dystansu pokonanego przez zwycięzców wyścigu) wyniosło 98 okrążeń. Zwycięzcy klas są oznaczeni pogrubieniem.
| Poz.              | Klasa       | Zespół                        | Kierowcy                                               | Samochód                 | Opony | Okr. | Czas/Strata  |
| ----------------- | ----------- | ----------------------------- | ------------------------------------------------------ | ------------------------ | ----- | ---- | ------------ |
| 1                 | LMP2 Pro/Am | #34 Racing Team Turkey        | Salih Yoluç Charlie Eastwood Louis Delétraz            | Oreca 07                 | G     | 140  | 4:01:14,646  |
| 2                 | LMP2        | #30 Duqueine Team             | Nicolas Pino René Binder Neel Jani                     | Oreca 07                 | G     | 140  | +2,363       |
| 3                 | LMP2 Pro/Am | #83 AF Corse                  | François Perrodo Matthieu Vaxivière Ben Barnicoat      | Oreca 07                 | G     | 140  | +12,995      |
| 4                 | LMP2 Pro/Am | #37 COOL Racing               | Alexandre Coigny Malthe Jakobsen Nicolas Lapierre      | Oreca 07                 | G     | 140  | +43,757      |
| 5                 | LMP2        | #65 Panis Racing              | Job van Uitert Manuel Maldonado Tijmen van der Helm    | Oreca 07                 | G     | 140  | +46,377      |
| 6                 | LMP2        | #28 IDEC Sport                | Paul Lafargue Paul-Loup Chatin Laurents Hörr           | Oreca 07                 | G     | 140  | +1:05,613    |
| 7                 | LMP2        | #47 COOL Racing               | Władisław Łomko Reshad de Gerus José María López       | Oreca 07                 | G     | 140  | +1:17,282    |
| 8                 | LMP2        | #25 Algarve Pro Racing        | Kyffin Simpson James Allen Alexander Lynn              | Oreca 07                 | G     | 139  | +1 okrążenie |
| 9                 | LMP2 Pro/Am | #24 Nielsen Racing            | Rodrigo Sales Ben Hanley Mathias Beche                 | Oreca 07                 | G     | 139  | +1 okrążenie |
| 10                | LMP2        | #22 United Autosports USA     | Marino Sato Philip Hanson Oliver Jarvis                | Oreca 07                 | G     | 139  | +1 okrążenie |
| 11                | LMP2 Pro/Am | #3 DKR Engineering            | Tom van Rompuy Sebastián Álvarez Nathanaël Berthon     | Oreca 07                 | G     | 139  | +1 okrążenie |
| 12                | LMP2 Pro/Am | #99 Proton Competition        | Giorgio Roda Jonas Ried Gianmaria Bruni                | Oreca 07                 | G     | 139  | +1 okrążenie |
| 13                | LMP2 Pro/Am | #81 DragonSpeed USA           | Henrik Hedman Sebastián Montoya Juan Pablo Montoya     | Oreca 07                 | G     | 138  | +2 okrążenia |
| 14                | LMP2 Pro/Am | #20 Algarve Pro Racing        | Fred Poordad Tristan Vautier Jack Hawksworth           | Oreca 07                 | G     | 138  | +2 okrążenia |
| 15                | LMP2 Pro/Am | #19 Team Virage               | Dennis Andersen Ian Rodríguez Tatiana Calderón         | Oreca 07                 | G     | 138  | +2 okrążenia |
| 16                | LMP2 Pro/Am | #21 United Autosports USA     | Daniel Schneider Andrew Meyrick Nelson Piquet Jr.      | Oreca 07                 | G     | 137  | +3 okrążenia |
| 17                | LMP2 Pro/Am | #23 United Autosports USA     | James Mcguire Guy Smith Paul di Resta                  | Oreca 07                 | G     | 137  | +3 okrążenia |
| 18                | LMP3        | #17 COOL Racing               | Adrien Chila Marcos Siebert Alex García                | Ligier JS P320           | M     | 134  | +6 okrążeń   |
| 19                | LMP3        | #13 Inter Europol Competition | Miguel Cristóvão Kai Askey Wyatt Brichacek             | Ligier JS P320           | M     | 134  | +6 okrążeń   |
| 20                | LMP3        | #31 Racing Spirit of Léman    | Jacques Wolff Antoine Doquin Fabien Michal             | Ligier JS P320           | M     | 134  | +6 okrążeń   |
| 21                | LMP3        | #11 Eurointernational         | Matthew Richard Bell Adam Ali                          | Ligier JS P320           | M     | 133  | +7 okrążeń   |
| 22                | LMP3        | #7 Nielsen Racing             | Anthony Wells Ryan Harper-Ellam                        | Ligier JS P320           | M     | 133  | +7 okrążeń   |
| 23                | LMP3        | #5 RLR M Sport                | James Dayson Valdemar Eriksen Jack Manchester          | Ligier JS P320           | M     | 133  | +7 okrążeń   |
| 24                | LMP3        | #35 Ultimate                  | Eric Trouillet Matthieu Lahaye Jean-Baptiste Lahaye    | Ligier JS P320           | M     | 132  | +8 okrążeń   |
| 25                | LMP3        | #8 Team Virage                | Manuel Espirito Santo Nick Adcock Michael Jensen       | Ligier JS P320           | M     | 131  | +9 okrążeń   |
| 26                | LMGTE       | #16 Proton Competition        | Ryan Hardwick Zacharie Robichon Alessio Picariello     | Porsche 911 RSR-19       | G     | 131  | +9 okrążeń   |
| 27                | LMGTE       | #50 Formula Racing            | Johnny Laursen Conrad Laursen Mikkel Mac               | Ferrari 488 GTE Evo      | G     | 131  | +9 okrążeń   |
| 28                | LMGTE       | #66 JMW Motorsport            | Martin Berry Lorcan Hanafin Jon Lancaster              | Ferrari 488 GTE Evo      | G     | 130  | +10 okrążeń  |
| 29                | LMGTE       | #60 Iron Lynx                 | Claudio Schiavoni Matteo Cressoni Matteo Cairoli       | Porsche 911 RSR-19       | G     | 130  | +10 okrążeń  |
| 30                | LMGTE       | #55 Spirit of Race            | Duncan Cameron David Perel Matthew Griffin             | Ferrari 488 GTE Evo      | G     | 130  | +10 okrążeń  |
| 31                | LMGTE       | #51 AF Corse                  | Kriton Lentoudis Rui Águas Ulysse de Pauw              | Ferrari 488 GTE Evo      | G     | 130  | +10 okrążeń  |
| 32                | LMGTE       | #57 Kessel Racing             | Takeshi Kimura Gregory Huffaker II Frederik Schandorff | Ferrari 488 GTE Evo      | G     | 130  | +10 okrążeń  |
| 33                | LMGTE       | #93 Proton Competition        | Michael Fassbender Martin Rump Richard Lietz           | Porsche 911 RSR-19       | G     | 128  | +12 okrążeń  |
| 34                | LMGTE       | #95 TF Sport                  | John Hartshorne Ben Tuck Jonathan Adam                 | Aston Martin Vantage AMR | G     | 128  | +12 okrążeń  |
| 35                | LMP3        | #15 RLR M Sport               | Horst Felbermayr Jr Gael Julien Mateusz Kaprzyk        | Ligier JS P320           | M     | 125  | +15 okrążeń  |
| 36                | LMP3        | #4 DKR Engineering            | Alexander Bukhantsov James Winslow Pedro Perino        | Duqueine M30 – D08       | M     | 113  | +27 okrążeń  |
| Niesklasyfikowani |             |                               |                                                        |                          |       |      |              |
|                   | LMP3        | #10 Eurointernational         | Nick Moss Glenn van Berlo                              | Ligier JS P320           | M     | 67   |              |
|                   | LMP2        | #43 Inter Europol Competition | Rui Andrade Olli Caldwell Jonathan Aberdein            | Oreca 07                 | G     | 34   |              |
|                   | LMGTE       | #44 GMB Motorsport            | Jens Møller Gustav Birch Nicki Thiim                   | Aston Martin Vantage AMR | G     | 1    |              |
|                   | LMP3        | #12 WTM by Rinaldi Racing     | Torsten Kratz Leonard Weiss Oscar Tunjo                | Duqueine M30 – D08       | M     | 0    |              |
|                   | LMGTE       | #72 TF Sport                  | Arnold Robin Maxime Robin Valentin Hasse-Clot          | Aston Martin Vantage AMR | G     | 0    |              |
|                   | LMGTE       | #77 Proton Competition        | Christian Ried Giammarco Levorato Julien Andlauer      | Porsche 911 RSR-19       | G     | 0    |              |

1. ↑  Załoga #24 Nielsen Racing została ukarana doliczeniem 20 sekund za niezwolnienie w wyznaczonym czasie przy neutralizacji Full Course Yellow[17].
2. ↑  Załoga #31 Racing Spirit of Léman została ukarana doliczeniem 105 sekund za wykonanie wymaganego pit stopu podczas neutralizacji Full Course Yellow[18].

### Statystyki

#### Najszybsze okrążenie
| Klasa       | Kierowca           | Zespół                 | Czas     | Okr. |
| ----------- | ------------------ | ---------------------- | -------- | ---- |
| LMP2        | Władisław Łomko    | #47 COOL Racing        | 1:31,451 | 10   |
| LMP2 Pro/Am | Salih Yoluç        | #34 Racing Team Turkey | 1:32,517 | 12   |
| LMP3        | Marcos Siebert     | #17 COOL Racing        | 1:38,481 | 105  |
| LMGTE       | Alessio Picariello | #16 Proton Competition | 1:41,371 | 99   |
| Źródło      |                    |                        |          |      |